# Amy Okuda
Amy Kei Okuda, née le 6 mars 1989 est une actrice américaine, principalement connue pour son interprétation de Tinkerballa dans la web-série The Guild (2007-2013) et de Julia Sasaki dans la série Atypical.

## Filmographie

### Cinéma
| Année | Titre                                  | Rôle               |
| ----- | -------------------------------------- | ------------------ |
| 2009  | Do You Wanna Date My Avatar            | Tinkerballa        |
| 2010  | Spaceship Spitzer: Bots of Both Worlds | Captain            |
| 2011  | Elf Sabers                             | Elf Amy            |
| 2012  | It Has Begun: Bananapocalypse          | Elle-même          |
| 2013  | Chastity Bites                         | Ashley             |
| 2013  | It's Dark Here                         | Mean Girl          |
| 2014  | Operation Barn Owl                     | Amy                |
| 2014  | House Meeting                          | Ghost Maid         |
| 2015  | Témoin à louer                         | Lurch's Wife Marci |
| 2015  | Bound to Vengeance                     | Captive Girl 1     |
| 2015  | Hello, My Name is Doris                | Des                |
| 2015  | If the Internet Was a High School      | Kotaku             |
| 2016  | Le Frère De Code                       | Sheryl             |
| 2016  | The Sibling Code                       | Sheryl             |
| 2017  | All Exchanges Final                    | Erin               |
| 2017  | Liked                                  | Amanda             |

### Télévision
| Année       | Titre                     | Rôle               | Notes       |
| ----------- | ------------------------- | ------------------ | ----------- |
| 2007-2013   | The Guild                 | Tinkerballa        | 57 épisodes |
| 2007        | Californication           | Mia's Classmate    | 1 épisode   |
| 2011        | B-Sides                   | Unknown            | 1 épisode   |
| 2012        | Jane by Design            | Asian Girl         | 1 épisode   |
| 2012        | My Gimpy Life             | Amy                | 1 épisode   |
| 2012        | Shake It Up!              | Hideko Wantanabe   | 1 épisode   |
| 2012        | Bite Me                   | Zombie Kelly       | 5 épisodes  |
| 2012        | BFFs                      | Sam                | 6 épisodes  |
| 2012        | Away We Happened          | Lynn               |             |
| 2012        | The Flog                  | Guest/Host         | 2 épisodes  |
| 2013, 16    | TableTop                  | Guest              | 3 épisodes  |
| 2013        | The Middle                | Opponent           | 1 épisode   |
| 2013        | Crash & Bernstein         | Slater             | 1 épisode   |
| 2014        | Brooklyn Nine-Nine        | Chiaki             | 1 épisode   |
| 2014        | Grey's Anatomy            | Chelsea Ansell     | 1 épisode   |
| 2014        | Awkward                   | Cammie             | 1 épisode   |
| 2014        | Bleach                    | Rolando            | Téléfilm    |
| 2015        | A to Z                    | Becky              | 1 épisode   |
| 2015        | Le Maître du Haut Château | Christine Tanaka   | 2 épisodes  |
| 2015        | Entertainment Weekly      | Elle-même          |             |
| 2015–2016   | Murder                    | Catherine Hapstall | 11 épisodes |
| 2016        | Scream Queens             | Anna Plaisance     | 1 épisode   |
| depuis 2016 | The Good Place            | Jessica/Gayle      |             |
| depuis 2017 | Atypical                  | Julia Sasaki       | 8 épisodes  |
| depuis 2017 | Brooklyn Nine-Nine        | Chiaki             | 2 épisodes  |
| 2017        | MacGyver                  | Zoe                | 1 épisode   |